# Пинту де Андраде, Марио
Марио Коэльо Пинту де Андраде (порт. Mário Coelho Pinto de Andrade; 21 августа 1928, Golungo Alto, Северная Кванза — 26 августа 1990[…], Лондон) — ангольский поэт и политический деятель, участник и идеолог национально-освободительного движения, первый социолог Анголы.

## Биография

### Образование и ранние годы
Родился в португальской Анголе в состоятельной и образованной семье (его отец был одним из основателей Африканской Лиги, а мать принадлежала к роду крупных землевладельцев). Изучал философию на факультете классической филологии в Лиссабонском университете и социологию в Сорбонне в Париже (где его первым наставником был Жорж Гурвич). Получив диплом по специальности «Социология религии» в Школе Высших исследований Сорбонны, стал первым ангольцем с учёной степенью в области социологии.
Находясь в Европе, он стал активным противником португальского колониального правления в Анголе и начал писать антиколониальную поэзию. Политические воззрения Марио Пинту де Андраде сложились под влиянием теоретиков негритюда — сенегальского гуманиста Алиуна Диопа (анголец был его личным секретарём и главным редактором его журнала «Présence africaine») и мартиникского поэта Эме Сезэра, — а также афроамериканского социолога и отца панафриканизма Уильям Дюбуа. Укреплению его взглядов способствовало участие в I Международном конгрессе деятелей негритянской культуры (Париж, 1956), в Международном конгрессе африканских и азиатских писателей (Ташкент, 1958).

### Политическая борьба
В 1955 году он принял участие в создании Ангольской коммунистической партии. В 1956 году он был основателем Народного движения за освобождение Анголы (МПЛА) и был избран его первым президентом на 1960—1962 годы. Его брат и товарищ по компартии, священник Жоаким Пинту де Андраде, стал первым почётным президентом МПЛА. Марио Пинту де Андраде также был генеральным секретарём Конференции националистических организаций португальских колоний и участником учреждения Революционного Африканского фронта за независимость португальских колоний.
Он вступил в конфликт со своим преемником в руководстве партии, Агостиньо Нето, и в 1974 году в составе МПЛА создал группу Revolta Activa (Активное восстание). Из-за непрекращавшихся внутрипартийных разногласий Марио де Андраде, последовательно выступавший против президентской фракции, был обречён на эмиграцию. Ангола стала независимой 11 ноября 1975 года, но Андраде продолжал жить в изгнании в Гвинее-Бисау, Кабо-Верде и Мозамбике.

### Эмиграция
В эмиграции он продолжал деятельность в качестве Генерального секретаря Национального совета культуры, министра информации и культуры Гвинеи-Бисау, советника ЮНЕСКО, профессора социологии гуманитарного факультета университета им. Эдуарду Монделане в Мапуту (Мозамбик), где его программы учебных курсов остались в ходу.
У видного общественно-политического деятеля и учёного, почётного гражданина всех бывших португальских колоний в Африке, не было гражданства родной Анголы — он не смог вернуться на родину, и умер в Лондоне в 1990 году, будучи гражданином Кабо-Верде. Большинство его научных и публицистических произведений были опубликованы во Франции, Португалии, Великобритании, Мозамбике, Гвинее-Бисау и других странах, но не в Анголе.
Его публикации включали в себя сборники «Чёрная литература» (Letteratura Negra, 1961) и «Африканская поэзия на португальском языке» (La Poésie Africaine d’Espression Portugaise, 1969).
Был женат на французской женщине-режиссёре Саре Малдорор и работал с ней над фильмом «Самбизанга» 1972 года об ангольском освободительном движении.